# Eurovision Song Contest 2015

Länder som deltog i finalen.
Länder som inte tog sig till final.
Länder som tävlat förut men inte deltog 2015.

Eurovision Song Contest 2015 var den 60:e upplagan av musiktävlingen Eurovision Song Contest som ägde rum i Wien i Österrike den 19, 21 och 23 maj 2015. Detta efter att låten Rise Like a Phoenix, framförd av Conchita Wurst, vunnit föregående års tävling.
40 länder deltog, vilket inkluderade en återkomst av både Cypern, Serbien och Tjeckien samt en debut av Australien. Samtliga länder som tävlade året innan medverkade, utom Ukraina. I finalen segrade Sverige med bidraget Heroes som framfördes av Måns Zelmerlöw. Bidraget fick totalt 365 poäng i finalen, vilket är den tredje högsta poängsumman någonsin. Italiens bidrag vann telefonröstningen med 366 poäng, men kombinerat med jurygruppernas resultat räckte det enbart till en tredje plats. Detta var första gången sedan 50-50 systemet med telefonröstning och jury infördes som telefonröstningens vinnare inte blev den officiella vinnaren. Tyskland och Österrike slutade båda på noll poäng, vilket blev första gången sedan 1997 som mer än ett land blev poänglöst i samma final och första gången sedan 2003 som något land överhuvudtaget blev poänglöst. Det var också första gången sedan 1958 som ett värdland och regerande mästarland kom sist i tävlingen (vid det tillfället fick dock det då aktuella landet, Nederländerna, en poäng) och första gången i historien som ett sådant land inte fick en enda poäng.
För åttonde året i rad bestod tävlingen av två semifinaler och en final. Från respektive semifinal gick 10 länder till finalen, vilket skedde i en kombination av 50 procent juryröster och 50 procent tittarröster. Totalt sett blev det 27 länder i finalen, där The Big Five (vilka är Frankrike, Italien, Spanien, Storbritannien, Tyskland), värdlandet Österrike samt debuterande Australien var direktkvalificerade. För tredje året i rad var det producenterna för tävlingen som bestämde startordningen i semifinalerna och i finalen, även om lottning avgjorde semifinalernas/finalens halvindelningar samt även för värdlandets startnummer i finalen.
Fram till 10 oktober 2014 kunde länder anmäla sig och/eller ta tillbaka sin anmälan utan att få ekonomiskt straff. EBU förlängde dock detta datum en månad (till den 14 november) för att vissa länder som var osäkra på deltagande skulle få chans till en längre betänketid. De länder som behövde extra betänketid meddelade senare att de av ekonomiska skäl skulle avstå tävlan i årets tävling. Senast den 16 mars 2015 skulle samtliga 40 tävlingsländer ha valt både artist och bidrag.

## Tävlingsupplägg
Direkt efter att Österrike hade tagit hem segern av 2014 års upplaga började det ansvariga TV-bolaget ORF (Österreichischer Rundfunk) förberedelserna inför 2015 års tävling. På ett tidigt stadium utsågs ORF:s underhållningschef Edgar Böhm till exekutiv producent och i samband med detta meddelades också att grundteamet bestående av Stefan Zechner (producent), Martin Szerencsi (jurist), Stefan Wöber (linjeproducent), Claudio Bortoli (teknisk chef) och Roman Horacek (presschef). Parallellt med ORF:s förberedelser hade EBU på förhand bestämt att tävlingen preliminärt skulle äga rum den 12, 14 och 16 maj 2015. Dessa datum kom dock sedan att senareläggas till en vecka senare än beräknat med anledning av att de städer som var aktuella att arrangera tävlingen inte hade möjlighet att arrangera under ursprungsveckan.
Från EBU:s håll beslutades det också att tävlingen skulle behålla samma form som den har haft sedan 2008, vilket innebar två semifinaler och en final. Av de 40 länder som medverkade var 33 länder tvungna att kvala genom en av de två semifinalerna, medan övriga sju länder (Australien, Frankrike, Italien, Spanien, Storbritannien, Tyskland och värdlandet Österrike) var direktkvalificerade till finalen. Även det tidigare poängsystemet med kombinerad jury- och telefonröstning (50/50-systemet) användes även det här året och för tredje året i rad rankades bidragen till kombinationen. I respektive semifinal var det de tio länder som har fick högst totalpoäng i det kombinerade läget som gick vidare till finalen, medan i finalen var det istället det land som fick högst totalpoäng i det kombinerade läget som vann ESC 2015.
Ett stort antal österrikiska städer anmälde intresse för att stå som värdstad 2015, vilket gjorde att ORF kunde välja mellan flera alternativ. Däremot ställdes det krav på städernas arenor vilket gjorde att ett antal städer fick dra tillbaka sina förslag. För att göra stadsvalet anordnades en intresseanmälan där totalt 12 stads- och arenaförslag togs fram. Av dessa förslag valde ORF ut Graz, Innsbruck och Wien, och kort därefter presenterades Wien med tävlingsarenan Wiener Stadthalle som det vinnande förslaget. Tävlingens slogan blev citatet Building Bridges, och det grafiska materialet presenterades i slutet av 2014.

### Förändringar
Under sommaren 2014 presenterade EBU en ny grundlogotyp för Eurovision Song Contest. Logotypen var en direkt uppdaterad version av den logotyp som släpptes inför 2004 års tävling. Grundlogotypen används sedan i det grafiska materialet som värdlandet tar fram och består av att värdlandets flagga får plats i namnet Eurovision Song Contest. I slutet av december 2014 presenterade EBU även en ny vinjett.

### Värdstad och arena
På presskonferensen efter att Österrike hade vunnit 2014 års upplaga av Eurovision Song Contest meddelade den österrikiska delegationen att 2015 års upplaga skulle kunna komma att hållas i huvudstaden Wien eller i Salzburg, då delegationen ansåg att dessa två städer hade bäst infrastruktur att hantera ett sådant stort evenemang. Salzburg tackade dock av ekonomiska skäl nej till att bli värdstad. Utöver Wien gav flera städer runt om i Österrike tecken på att vilja bli värdstad för evenemanget, men av logistiska skäl fick flera alternativ dra tillbaka sina ansökningar. Den 19 maj 2014 hölls ett första formellt möte mellan TV-bolaget ORF och EBU där det bland annat beslutades att tävlingen enbart får äga rum i en sluten evenemangshall. Efter detta möte presenterade ORF sina krav på värdarenan som innebar följande saker:
- Arenan ska vara tillgänglig minst sex veckor före tävlingen börjar samt vid två tillfällen i januari och mars 2015 för inspektion.
- Arenan ska vara en sluten evenemangsall med en takhöjd på minst 15 meter. Dessutom ska arenan vara ljud- och ljusisolerad och även vara luftkonditionerad.
- Arenan måste ha en publikkapacitet på som lägst 10 000 personer (räknat per föreställning).
- Hela arenaområdet måste vara minst 6 000 kvadratmeter där ett backstageområde för logistik med mera ska finnas. Dessutom måste det finnas utrymme för sponsorer vid detta område.
- Presscentret måste kunna rymma minst 1 500 journalister.

Utöver ovanstående krav måste värdstaden kunna erbjuda hotell och även kunna ansvara för logistik kring bland annat transporter runt om i värdstaden.

#### Möjliga städer och arenor
Inför valet av värdstad (och tävlingsarena) gav ORF österrikiska städer en chans att fram till den 13 juni 2014 anmäla intresse för att agera värdstad. Efter detta sammanställdes anmälningarna av ORF som antog tolv förslag att senare välja mellan. En vecka efter deadline, den 21 juni, meddelade ORF att man hade gallrat ned de tolv förslagen till tre förslag. De tre städerna fick då presentera sina förslag på arrangemanget till ORF. Efter detta valdes det vinnande förslaget ut, vilket presenterades av ORF den 6 augusti 2014. Inför tävlingen tog ORF över ansvaret för arenan sju veckor framåt med startdatumet den 7 april 2015. Under dessa veckor gjordes arenan om till en fungerande ESC-arena med scen, åskådarplatser och Green room. Därefter började scenrepetitioner innan själva Eurovisionsveckan inleddes. På grund av att ORF behövde ha tillgång till arenan under så pass lång tid hade ett antal evenemang som var inbokade sedan tidigare fått byta datum och/eller plats.
Följande städer med tillhörande arenor valdes ut av ORF efter den första gallringsomgången (den fetmarkerade blev sedermera vald till värdstad & värdarena):

Wiener Stadthalle, arenan där ESC 2015 ägde rum.

| Stad       | Arena                                                  | Arena- kapacitet | Kommentar |
| ---------- | ------------------------------------------------------ | ---------------- | --- |
| Graz       | Unterpremstätten leasure park                          | i.u.             | Har stått värd för bl.a. Davis Cup-matcher och andra kulturella evenemang. |
| Graz       | Stadthalle Graz                                        | 10 000           | Var värd för Europamästerskapet i handboll för herrar 2010. |
| Innsbruck  | Olympiahalle                                           | 10 000           | Var värd för konståkningen och ishockeyspelen under de Olympiska vinterspelen 1964 och 1976.                                                                                          |
| Klagenfurt | Wörtherseestadion                                      | 18 000–30 000    | Stod som värd för några av fotbollsmatcherna under Europamästerskapet i fotboll 2008.                                                                                                 |
| Oberwart   | Messe & Eventzentrum Oberwart                          | i.u.             | |
| Schwechat  | Wien-Schwechats internationella flygplats (flyghangar) | i.u.             | |
| Wels       | Messe Wels                                             | i.u.             | |
| Wien       | Heldenplatz                                            | i.u.             | |
| Wien       | Marx hall                                              | i.u.             | |
| Wien       | Schönbrunn                                             | i.u.             | |
| Wien       | Trabrennbahn Krieau                                    | i.u.             | |
| Wien       | Wiener Stadthalle (Hall D)                             | 16 000           | Har varit värd för bl.a. världsmästerskapet i ishockey åren 1967, 1977, 1987, 1996 och 2005. Är även en konsertarena där bl.a. Rolling Stones har uppträtt. Blev vald till värdarena. |

### Programledare

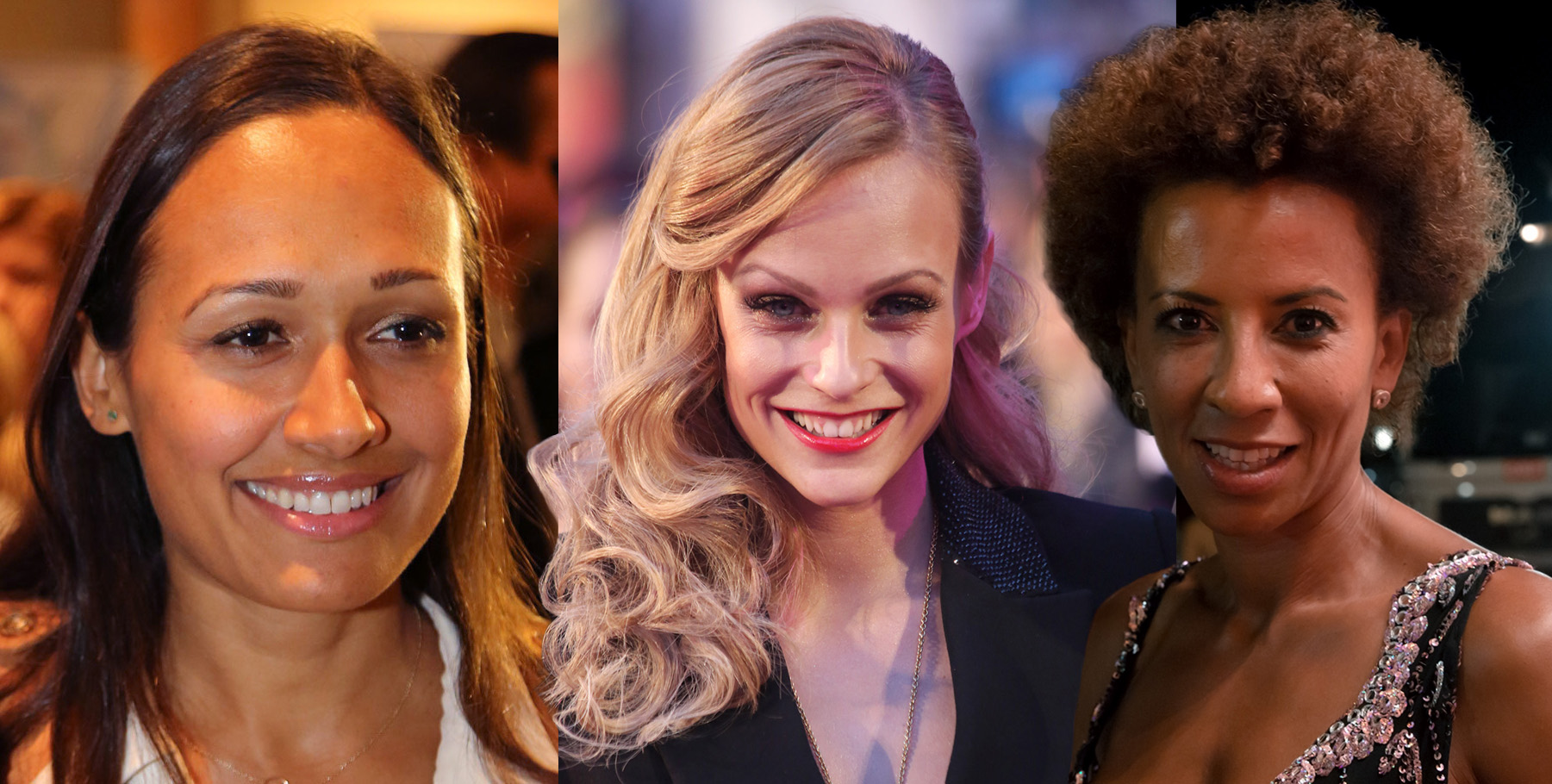
Programledare för 2015 års tävling var (från vänster) Alice Tumler, Mirjam Weichselbraun och Arabella Kiesbauer.

På en presskonferens den 19 december 2014 meddelade ORF att de tre österrikiska TV-profilerna Mirjam Weichselbraun, Alice Tumler och Arabella Kiesbauer skulle bli programledare för både semifinal och final. Det var första gången sedan Eurovisionen införde konceptet med flera programledare som enbart kvinnor ledde programmet. Utöver dessa tre programledare var 2014 års vinnare, Conchita Wurst, programledare i Green room.

### Biljettförsäljning
Totalt släpptes 100 000 biljetter till det här årets tävling. Dessa biljetter fördelas på nio shower varav sex stycken av dessa var genrep och tre stycken direktsändningar. Parkettplatserna var även det här året ståplatser medan övrig publik i arenan satt längs med två långsidor. Varje föreställning kunde ta in en publik på cirka 15 000 personer.
Biljettförsäljningen skulle från början ha inletts i november 2014, men försenades av okänd anledning med en månad. Istället skedde en första biljettförsäljningsomgång med start den 15 december 2014. Vid detta tillfälle släpptes enbart 25 procent av biljetterna, vilka samtliga såldes slut på 20 minuter. Ett andra biljettsläpp skedde med start den 29 januari 2015 och ett tredje och sista biljettsläpp skedde med start den 27 februari 2015. I mitten av april gjordes dock ett sista släpp där ytterligare 20 000 biljetter släpptes till de nio showerna.

### Logotyp
Den 25 november 2014 presenterade ORF den officiella logotypen för Eurovision Song Contest 2015. Logotypen bestod av en sfär i form av en bro som ska skapa mångfald och individualism, vilket i sin tur skapar nya musikaliska broar.

### Övrigt

#### Vykorten
De vykort som presenterade respektive land inför scenframträdandena var likt de två senaste åren fokuserade på de tävlande artisterna. Värdbolaget ORF valde att göra en slags twist i detta koncept. Varje lands tävlande artist fick i sitt vykort en inbjudan att besöka Österrike för att väl på plats i landet utföra en uppgift som kunde handla om alltifrån kulturevenemang till vetenskap. Inspelningarna skedde dels i varje tävlandes hemland och dels på olika platser runt om i Österrike.

#### Regler för jurygrupperna
Under semifinalerna och finalen delades makten mellan nationella jurygrupper och tittarröster. Sedan föregående år hade EBU gjort jurygruppsupplägget mer tydligt som att exempelvis avslöja namnen på varje lands jurymedlemmar några veckor före tävlingen ägde rum. Regelverket för juryerna var att varje jury skulle bestå av fem personer som alla arbetar med eller inom musikbranschen. Det skulle finnas en balans i juryn gällande kön, ålder och bakgrund. Alla jurymedlemmar skulle ha skrivit under ett papper om att de skulle rösta självständigt. Om det skulle visa sig att rösterna var falska och inte korrekta hade  EBU i samråd med den paneuropeiska telefonröstningspartnern, en oberoende noterare och ordförande för referensgruppen rätten att ta bort dessa röster. Utöver dessa regler fanns krav på att ingen av jurymedlemmarna fick arbeta för det TV-bolag som gjorde landets utsändning och fick ej heller vara involverade i något lands tävlingsbidrag. De personer som satt i juryerna åren 2013 och 2014 fick inte vara med i någon jury det här året.
Jurygruppen för respektive land fick rösta i både den semifinal som landet fick rösta i samt även i finalen. Det kan vara värt att notera jurygrupperna röstade redan under genrepet som skedde kvällen före semifinalen/finalen ägde rum. Namnen på de totalt 200 jurypersonerna presenterades av EBU den 1 maj 2015.

## Ekonomi
När ORF i maj 2014 tog över stafettpinnen från Danmarks nationella TV-bolag DR beräknades en totalbudget på cirka 20 miljoner euro, vilket motsvarar cirka 190 miljoner svenska kronor. Av dessa avsattes drygt 8,9 miljoner euro till värdstaden Wiens räkning för hyra av arenan, personalkostnader, ljus- och ljudsättning samt städning. Av den totala budgeten (beräknat i svenska kronor) är detta cirka 65 miljoner mer än vad Sveriges Television lade vid Sveriges arrangemang av ESC år 2013, men 239 miljoner mindre än Danmarks slutnota för arrangemanget av 2014 års tävling. 

## Deltagande länder
| Land           | TV-bolag           | Artist                             | Bidrag                            | Språk              | Låtskrivare | Ref.   |
| -------------- | ------------------ | ---------------------------------- | --------------------------------- | ------------------ | --- | ------ |
| Albanien       | RTSH               | Elhaida Dani                       | I'm Alive                         | Engelska           | Arbër Elshani, Kristijan Lekaj, Sokol Marsi | [ 55 ] |
| Armenien       | ARMTV              | Genealogy                          | Face the Shadow                   | Engelska           | Armen Martirosyan, Inna Mkrtchyan | [ 56 ] |
| Australien     | SBS                | Guy Sebastian                      | Tonight Again                     | Engelska           | David Ryan Harris, Louis Schoorl, Guy Sebastian                                                                                                   | [ 57 ] |
| Azerbajdzjan   | İTV                | Elnur Hüseynov                     | Hour of the Wolf                  | Engelska           | Sandra Bjurman, Lina Hansson, Nicklas Lif, Nicolas Rebscher                                                                                       | [ 58 ] |
| Belgien        | RTBF               | Loïc Nottet                        | Rhythm Inside                     | Engelska           | Loïc Nottet, Beverly Jo Scott | [ 59 ] |
| Cypern         | CyBC               | John Karayiannis                   | One Thing That I Should Have Done | Engelska           | Mike Connaris | [ 60 ] |
| Danmark        | DR                 | Anti Social Media                  | The Way You Are                   | Engelska           | Lars Pedersen, Remee Sigvardt Jackman | [ 61 ] |
| Estland        | ERR                | Elina Born & Stig Rästa            | Goodbye to Yesterday              | Engelska           | Stig Rästa | [ 62 ] |
| Finland        | YLE                | Pertti Kurikan Nimipäivät          | Aina mun pitää                    | Finska             | Pertti Kurikka, Kari Aalto, Sami Helle, Toni Välitalo                                                                                             | [ 63 ] |
| Frankrike      | France Télévisions | Lisa Angell                        | N'oubliez pas                     | Franska            | Robert Goldman, Michel Illouz, Laure Izon | [ 64 ] |
| Georgien       | GPB                | Nina Sublatti                      | Warrior                           | Engelska           | Thomas G:son, Nina Sublatti | [ 65 ] |
| Grekland       | NERIT              | Maria-Eleni Kyriakou               | One Last Breath                   | Engelska           | Vangelis Konstantinidis, Maria Elena Kyriakou, Efthivoulos Theocharous, Evelina Tziora                                                            | [ 66 ] |
| Irland         | RTÈ                | Molly Sterling                     | Playing with Numbers              | Engelska           | Greg French, Molly Sterling | [ 67 ] |
| Island         | RÚV                | María Ólafs                        | Unbroken                          | Engelska           | Ásgeir Orri Ásgeirsson, María Ólafsdóttir, Pálmi Ragnar Ásgeirsson, Sæþór Kristjánsson                                                            | [ 68 ] |
| Israel         | IBA                | Nadav Guedj                        | Golden boy                        | Engelska           | Doron Medalie | [ 69 ] |
| Italien        | RAI                | Il Volo                            | Grande amore                      | Italienska         | Francesco Boccia, Ciro Esposito | [ 70 ] |
| Lettland       | LTV                | Aminata                            | Love Injected                     | Engelska           | Aminata Savadogo | [ 71 ] |
| Litauen        | LRT                | Monika Linkytė & Vaidas Baumila    | This Time                         | Engelska           | Vytautas Bikus, Monika Liubinaitė | [ 72 ] |
| Makedonien     | MRT                | Daniel Kajmakoski                  | Autumn Leaves                     | Engelska           | Robert Bilbilov, Joacim Persson | [ 73 ] |
| Malta          | PBS                | Amber                              | Warrior                           | Engelska           | Matt Mercieca, Elton Zarb | [ 74 ] |
| Moldavien      | TRM                | Eduard Romanjuta                   | I Want Your Love                  | Engelska           | Hayley Aitken, Tom Andrews, Erik Lewander | [ 75 ] |
| Montenegro     | RTCG               | Knez                               | Adio                              | Montenegrinska     | Dejan Ivanović, Željko Joksimović, Marina Tucaković                                                                                               | [ 76 ] |
| Nederländerna  | AVROTROS           | Trijntje Oosterhuis                | Walk Along                        | Engelska           | Tobias Karlsson, Anouk Teeuwe | [ 77 ] |
| Norge          | NRK                | Mørland & Debrah Scarlett          | A Monster Like Me                 | Engelska           | Kjetil Mørland | [ 78 ] |
| Polen          | TVP                | Monika Kuszyńska                   | In the Name of Love               | Engelska           | Monika Kuszyńska, Kuba Raczyński | [ 79 ] |
| Portugal       | RTP                | Leonor Andrade                     | Há um mar que nos separa          | Portugisiska       | Miguel Gameiro | [ 80 ] |
| Rumänien       | TVR                | Voltaj                             | De la capăt (All Over Again)      | Rumänska, engelska | Victor Răzvan Alstani, Gabriel Constantin, Adrian Cristescu, Călin Gavril Goia, Andrei Mădalin Leonte, Silviu Marian Păduraru, Monica-Ana Stevens | [ 81 ] |
| Ryssland       | C1R                | Polina Gagarina                    | A Million Voices                  | Engelska           | Gabriel Alares, Joakim Björnberg, Leonid Gutkin, Vladimir Matetsky, Katrina Noorbergen                                                            | [ 82 ] |
| San Marino     | SMRTV              | Anita Simoncini & Michele Perniola | Chain Of Light                    | Engelska           | Bernd Meinunger, Ralph Siegel | [ 83 ] |
| Schweiz        | SRG SSR            | Mélanie René                       | Time to Shine                     | Engelska           | Mélanie René | [ 84 ] |
| Serbien        | RTS                | Bojana Stamenov                    | Beauty Never Lies                 | Engelska           | Vladimir Graić, Charlie Mason | [ 85 ] |
| Slovenien      | RTVSLO             | Maraaya                            | Here for You                      | Engelska           | Charlie Mason, Aleš Vovk, Marjetka Vovk | [ 86 ] |
| Spanien        | RTVE               | Edurne                             | Amanecer                          | Spanska            | Peter Boström, Thomas G:son, Tony Sánchez-Ohlsson                                                                                                 | [ 87 ] |
| Storbritannien | BBC                | Electro Velvet                     | Still in Love with You            | Engelska           | Adrian Bax White, David Mindel | [ 88 ] |
| Sverige        | SVT                | Måns Zelmerlöw                     | Heroes                            | Engelska           | Joy Deb, Linnea Deb, Anton Hård af Segerstad | [ 89 ] |
| Tjeckien       | ČT                 | Marta Jandová & Václav Noid Bárta  | Hope Never Dies                   | Engelska           | Václav Bárta, Tereza Šoralová | [ 90 ] |
| Tyskland       | NDR                | Ann Sophie                         | Black Smoke                       | Engelska           | Michael Harwood, Ella McMahon, Tonino Speciale | [ 91 ] |
| Ungern         | MTVA               | Boggie                             | Wars for Nothing                  | Engelska           | Sára Hélène Bori, Boglárka Csemer, Áron Sebestyén                                                                                                 | [ 92 ] |
| Vitryssland    | BTRC               | Uzari & Maimuna                    | Time                              | Engelska           | Gerylana, Maimuna Amadu Murasjko, Jurij Navrotskij                                                                                                | [ 93 ] |
| Österrike      | ORF                | The Makemakes                      | I Am Yours                        | Engelska           | Jimmy Harry, Dominic Muhrer, Markus Christ, Florian Meindl                                                                                        | [ 94 ] |

## Större händelser kring Eurovisionen

### Jubileumsgala för Eurovisionens 60-årsfirande
Den 31 mars 2015 ägde en jubileumsgala rum för att fira Eurovision Song Contests 60-årsjubileum. Galan arrangerades av det brittiska TV-bolaget BBC och sändes från Eventum Apollo Hammersmith i London i Storbritannien, med Petra Mede från Sverige (programledde Eurovision Song Contest 2013) och Graham Norton från Storbritannien (kommentator för Storbritannien sedan Eurovision Song Contest 2009) som programledare. Under galan framträdde olika Eurovisionsartister inför publik, men utan att någon omröstning hölls. Galan sändes dock aldrig ut live utan bandades och därefter sändes den ut på ett tjugotal TV-kanaler runt om i världen.
Drygt en månad efter jubileumsgalan kommer EBU att anordna en 60-årskonferens, som även den hålls i London, denna gång vid British Academy of Film and Television Arts. Under konferensen kommer en genomgång göras av tävlingens sex decennier exempelvis hur samhällen har påverkats och hur nationella och europeiska identiteter har skapats som verktyg för reklam för nationer.

### Australiens debut[9]
Den 10 februari 2015 meddelade EBU att Australien skulle komma att delta i årets upplaga av Eurovision Song Contest, vilket var första gången landet tilläts delta. Australien är associerade medlem i EBU och har sänt Eurovision Song Contest sedan år 1983. Att de fick delta beror på att de bjöds in av EBU för en engångstävlan då Eurovisionen firade 60 år det här året.
Eftersom det bara var en specialinbjudan slapp Australien kvala genom semifinalerna, och var således klara för finalen. Därmed blev det också 27 länder i finalen, vilket var ett nytt rekord. Australien tilläts dock rösta i bägge semifinalerna och i finalen kunde alla länder rösta på Australiens bidrag. Om landet skulle ha vunnit tävlingen skulle landets nationella TV-bolag SBS ha fått arrangera 2016 års tävling i något europeiskt land och då i samverkan med samverkanslandets nationella TV-bolag.

### Albanien bytte bidrag
Den 28 december 2014 vann artisten Elhaida Dani Albaniens uttagning Festivali i Këngës 53 med bidraget Diell. Därmed blev hon klar för tävlan i det här årets Eurovision Song Contest. Den 24 februari 2015 meddelade dock Elhaida via ett inlägg på sin Facebooksida att hon inte längre skulle komma att tävla med det ursprungliga bidraget. Detta på grund av att kompositören till "Diell", Aldo Shllaku, valde att dra tillbaka låten från en tävlan i Eurovision 2015. Istället kom Elhaida att tävla med bidraget I'm Alive som komponerats av Zzap & Chriss.

### Ändring av låttitel för Armeniens bidrag
Den 11 februari presenterades namnet Armeniens bidrag, vilket var låten "Don't Deny". Efter att låten sedan hade släppts offentligt meddelade Armeniens nationella TV-bolag att låten hade bytt titel till "Face The Shadow". Detta med anledning av att inte antyda några slags politiska avsikter vilket den föregående titeln kunde göra.

### Kritik mot tävlingen
Under finalen berättade den svenska kommentatorn att ORF fick en hel del kritik för att produktionen av kameraarbetet har varit haltigt och brist på live mellanakter i semifinalerna. Tävlingen kritiserades även för att ha förinspelad publik på grund av att ingen skulle höra burop under Rysslands bidrag och det blev anmäld till granskningsnämnden och under röstningen buades Ryssland ut men en av programledarna sa att deras slogan var "building bridges" och att inte handlar om svågerpolitik. Under Georgiens framträdande i finalen var det fel på en rökmaskin så att i vissa kameravinklar doldes Nina Sublati. 

### Tävlan/icke-tävlan

#### Länder som återkom till Eurovisionen
- Cypern - Under sommaren 2014 meddelade det cypriotiska TV-bolaget CyBC att Cypern skulle återvända till Eurovisionen igen efter ett års uppehåll.[10] Innan TV-bolaget gick ut med nyheten hade olika rykten cirkulerat om Cyperns återvändande.[100]
- Serbien - I september 2014 meddelade det serbiska TV-bolaget RTS att Serbien skulle återvända till Eurovisionen efter ett års uppehåll.[101] Landet hoppade av 2014 års tävling av ekonomiska skäl men en månad innan den tävlingen avgjordes gick TV-bolagets presschef Duška Vučinić ut med nyheten att Serbien hade förhoppningen att tävla 2015, vilket också sedan skedde.[102][103]
- Tjeckien - I november 2014 meddelade det tjeckiska TV-bolaget ČT (Česká Televize) att Tjeckien skulle återvända till Eurovisionen efter fem års uppehåll.[12] Samma sommar hade TV-bolaget gått ut med informationen att man inte var intresserad av att delta,[104] men ändrade sedan ståndpunkt i frågan.

#### Länder som tvekade men som ställde upp
- Albanien - Det nationella TV-bolaget Radio Televizioni Shqiptar (RTSH) var länge osäkra på deltagande i 2015 års ESC och flera osäkra rykten passerade länge.[105][106][107] Först den 31 oktober 2014 kunde RTHS bekräfta Albaniens deltagande i ESC.[108]
- Grekland - Då Greklands nyinrättade nationella TV-bolag NERIT inte hade fullvärdigt medlemskap i EBU var det länge osäkert ifall Grekland skulle kunna delta i tävlingen det här året eller inte.[109][25][110] I början av december fick dock NERIT sitt medlemskap och därmed fick landet delta i tävlingen.[111]
- Israel - Israels nationella TV-bolag IBA anmälde Israels intresse att delta i ESC 2015,[112] trots att det israeliska parlamentet hade röstat igenom en lagförändring som skulle leda till en grov omstrukturering av IBA. Denna förändring skulle bland annat innebära att IBA lades ned till förmån för ett nytt bolag och att landet därmed skulle förlora sitt medlemskap i EBU.[113][114] Först i november bekräftade IBA Israels medverkan i ESC 2015.[115]

#### Länder som avböjde medverkan
Länderna nedan fick förfrågningar om att delta och/eller har haft ett (icke)intresse av delta. Oavsett valde dessa länder att inte delta 2015.
- Andorra – Det nationella TV-bolaget RTVA meddelade den 17 maj 2014 att Andorra, på grund av ekonomiska skäl, inte skulle återvända till Eurovisionen år 2015.[116]
- Bosnien och Hercegovina – Det nationella TV-bolaget BHRT meddelade i september 2014 att landet preliminärt skulle delta i ESC 2015, efter två års frånvaro. Bosnien och Hercegovina hoppade av ESC efter år 2012 på grund av ekonomiska problem kring BHRT. Ett exempel på detta är att TV-bolagets intäkter har minskat med drygt två miljoner bosniska kronor under 2014.[117] Efter EBU:s anmälningsdeadline den 10 oktober hade inte BHRT meddelat om de skulle fortsätta medverkan eller ej,[118] men den 31 oktober kom dock informationen att någon finansiell lösning ej hade gått ihop. EBU gav därför BHRT dispens till den 14 november att komma fram till ett deltagarbeslut. BHRT försökte då söka stöd från sponsorer.[119][21] Den 17 november meddelade BHRT att man inte hade funnit några finansiella lösningar för sitt deltagande, vilket innebär att Bosnien och Hercegovina inte kommer att delta i Eurovision Song Contest 2015.[23]
- Bulgarien – Det nationella TV-bolaget BNT bekräftade den 20 september 2014 preliminärt sitt deltagande i ESC 2015,[120] men efter cirka en månads betänketid drogs anmälan tillbaka av ekonomiska skäl.[24] I månadsskiftet oktober/november samma år kunde dock BNT bekräfta att något officiellt beslut inte hade fattats och detta på grund av den rådande politiska situationen i landet som har gjort att BNT inte vet om vilken budget som de skulle ha för det närmaste året.[22] Även efter att EBU:s förlängda deadline den 14 november hade passerats hade inga officiella beslut fattats av BNT. Först den 18 december samma år meddelade BNT att Bulgarien av ekonomiska skäl tvingas avstå att medverka i Eurovision Song Contest även år 2015.[24]
- Kroatien – Det nationella TV-bolaget HRT meddelade den 26 september 2014 att Kroatien inte återvänder till Eurovisionen år 2015. Vid detta tillfälle angavs ingen anledning till att inte återvända. År 2014 meddelade HRT att landet inte skulle delta av dels ekonomiska orsaker men också på grund av det faktum att Kroatien misslyckats att ta sig till ESC-finalen fyra år i rad.[121]
- Liechtenstein – Det nationella TV-bolaget 1FLTV meddelade den 28 juli 2014 att TV-bolaget ej kommer att ansöka om EBU-medlemskap då man ännu inte vet om ifall bolaget kan täcka kostnaderna för detta. Då landet inte är medlem i EBU får de heller inte delta i Eurovision Song Contest. Landet har försökt till och från att komma med i EBU då man vill delta i tävlingen även om man alltså inte gör något försök inför ESC 2015.[122]
- Libanon – Det nationella TV-bolaget Télé Liban bekräftade den 15 september 2014 att landet inte gör någon debut i ESC 2015.[123]
- Luxemburg – Det nationella TV-bolaget RTL bekräftade den 30 juli 2014 att landet inte kommer återvända till Eurovisionen år 2015.[124]
- Monaco – Det nationella TV-bolaget TMC meddelade den 20 juni 2014 att Monaco inte kommer att återvända till Eurovisionen år 2015.[125] Det angavs dock ingen förklaring.
- Marocko – Det nationella TV-bolaget SNRT meddelade den 31 oktober 2014 att Marocko inte kommer att återvända till Eurovisionen år 2015. Landet har endast deltagit en gång, i ESC 1980, och sade vid detta tillfälle inte nej till att möjligen återvända i framtiden.[126]
- Slovakien – Det nationella TV-bolaget RTVS meddelade den 26 maj 2014 att Slovakien inte kommer att återvända till Eurovisionen år 2015.[127] Kanalen gjorde sedan en ytterligare bekräftelse på icke-deltagande 2015 i slutet av augusti samma år.[128]
- Turkiet – Trots att Turkiets nationella TV-bolag TRT valde att inte återvända till Eurovisionen år 2014, uteslöts från början inte ett återvändande till 2015 års upplaga.[129] I en nyhetssändning på TRT den 21 augusti 2014 meddelades det att ett beslut om Turkiets möjliga återkomst till Eurovisionen år 2015 skulle tas i september samma år.[130] Trots att ett beslut vid det tillfället inte hade fattats sades det från TRT:s ledning att Turkiet med största sannolikhet ej kommer att delta i ESC 2015.[131] Den 5 september bekräftade TRT att Turkiet även avstår 2015 års tävling vilket gör tredje året i rad Turkiet ej tävlar i Eurovision Song Contest.[132]
- Ukraina – På grund av Konflikten i östra Ukraina och Krimkrisen i kombination med en osäker finansiell situation har det ukrainska nationella TV-bolaget NTU valt att inte låta landet tävla i ESC 2015. Det blev första gången som Ukraina hoppar av Eurovision Song Contest, annars har landet tävlat samtliga år 2003-2014.[13]

### Återkommande artister
| Land         | Artist                                      | Tidigare år                       | Placering (Vid tidigare tillfälle) | Placering 2015 |
| ------------ | ------------------------------------------- | --------------------------------- | ---------------------------------- | -------------- |
| Armenien     | Inga Arsjakjan (en av sångarna i Genealogy) | 2009 (del av Inga & Anush)        | 10:a                               | 16:e           |
| Azerbajdzjan | Elnur Hüseynov                              | 2008 (duett med Samir Javadzadeh) | 8:a                                | 12:a           |

#### Återkommanden från Junior Eurovision Song Contest
Det här året hade San Marino valt att skicka en duo där båda tidigare har varit representanter för San Marino i Junior Eurovision Song Contest, nämligen Michele Perniola (som tävlade 2013) och Anita Simoncini (som tävlade 2014 i gruppen The Peppermints). Inför Eurovision 2015 kommer båda vara 16 år gamla, vilket är minimiåldern för att delta i ESC. Anita Simoncini kommer precis ha fyllt 16 år då ESC 2015 äger rum, och hon blir då den första som har tävlat i Junior ESC och sedan i ESC med bara cirka ett halvårs mellanrum.

## Tävlande länder
Fram till den 15 september 2014 tog EBU mot anmälningar från sina medlemsländer för att delta i 2015 års tävling. Därefter skedde en mellanperiod fram till den 10 oktober samma år, där länder som hade anmält sig fick möjlighet att dra tillbaka sin anmälan utan att få ekonomiskt straff från EBU. Denna deadline förlängdes sedan till den 14 november då framförallt Bosnien och Hercegovina och Bulgarien tvekade på grund av finansiella frågor. Den 23 december 2014 presenterade EBU deltagarlistan som då totalt innehöll 39 länder (36 stycken som tävlade 2014 och tre länder som gjorde comeback), men i februari 2015 adderades listan med Australien som en inbjuden specialgäst. Jämfört med året innan var det tre länder fler som deltog och bland de länder som deltog 2014 var det enbart Ukraina som valde att inte delta det här året.
Två viktiga punkter för de tävlande länderna var att tävlingsbidragen ej fick vara publicerade för allmänheten före den 1 september 2014 och senast den 16 mars 2015 skulle tävlingsländerna ha valt både artist och bidrag.

## Semifinalerna

Tävlande länder i första semifinalen
Extraröstande länder i första semifinalen
Tävlande länder i andra semifinalen
Extraröstande länder i andra semifinalen
Extarröstande länder i bägge semifinalerna (Australien)

Alla länder som ville vara med och tävla det här året, utom Big Five (vilka är Frankrike, Italien, Spanien, Storbritannien och Tyskland), Australien (inbjuden av EBU) samt värdlandet Österrike, var tvungna att kvala sig genom en av två semifinaler. Dessa semifinaler hölls den 19 maj och 21 maj 2015 och resultatet avgjordes genom en kombination av 50% telefon- och SMS-röster och 50% juryröster i varje land, det så kallade 50:50-systemet. De tio länder som i vardera semifinal fick högst totalpoäng i 50/50-läget kvalificerade sig till finalen. Totalt var det 33 länder som tävlade i semifinalerna. Det var enbart de länder som tävlade i den aktuella semifinalen som fick rösta, dock alltid med tillägg av fyra av de direktkvalificerade länderna.
50:50-systemet bestod av att varje röstande land hade dels en jurygrupp samt tittarröster. Varje grupp (juryn respektive tittarna) rankade semifinalsbidragen från 1-15/16 (semifinal 1)/1-16/17 (semifinal 2).  Varje grupps vinnare rankades som 1, tvåan fick ranking 2 osv. nedåt till sista landet som rankades sist. Om det röstande landet var ett tävlande land så kunde inga röster avläggas på detta land; var det dock ett extraröstande land kunde man rösta på samtliga länder i startfältet. När tittarna och jurygruppen i ett land hade röstat klart slogs rankingarna ihop och de tio länder som hade lägst totalranking fick det landets poäng på skalan 1–8, 10 och 12 poäng. 12 poäng gavs till landets etta, 10 poäng till landets tvåa, 8 poäng till landets trea osv. 7-1 poäng i nedåtgående led. 

### Semifinalslottningen
För att kunna dela in semifinalsländerna i de två semifinalerna anordnade EBU en så kallad semifinalslottning. Inledningsvis delades de 33 tävlingsländerna upp i fem grupper, vilka baserades på röstningshistorik från de senaste årens Eurovisioner. Under lottningen delades sedan varje grupp upp i två delar där en del fick tävla i första semifinalen och en del i andra semifinalen. Att uppdelningen gjordes var för att EBU ville undvika grannlandsröstning. Det lottades även om vilka starthalvor länderna skulle tävla i samt vilka länder av de direktkvalificerade länderna som skulle få extrarösta i respektive semifinal.
Lottningen ägde rum den 26 januari 2015 i Wiens stadshus och kunde följas live via Eurovisionens samt ORF:s officiella hemsidor. De två österrikiska TV-profilerna Kati Bellowitsch och Andi Knoll programledde lottningen.
Nedan presenteras länderna i respektive grupp.
| Grupp 1                                                                      | Grupp 2                                                             | Grupp 3                                                                          | Grupp 4                                                             | Grupp 5                                                       |
| ---------------------------------------------------------------------------- | ------------------------------------------------------------------- | -------------------------------------------------------------------------------- | ------------------------------------------------------------------- | ------------------------------------------------------------- |
| - Albanien - Makedonien - Malta - Montenegro - Schweiz - Serbien - Slovenien | - Danmark - Estland - Finland - Island - Lettland - Norge - Sverige | - Armenien - Azerbajdzjan - Georgien - Israel - Litauen - Ryssland - Vitryssland | - Belgien - Cypern - Grekland - Irland - Nederländerna - San Marino | - Moldavien - Polen - Portugal - Rumänien - Tjeckien - Ungern |

### Semifinalisterna

#### Semifinal 1
- Den första semifinalen sändes den 19 maj från Wiener Stadthalle i Wien. 16 länder deltog i denna semifinal.
- Australien, Frankrike, Spanien och Österrike var tvungna att sända och rösta i denna semifinal.[137][9]
- De tio länder som fick högst totalpoäng gick vidare till finalen. Poängen var en kombination av 50% tittarröster och 50% juryröster i varje tävlande land (samt från de fyra extraröstande länderna). De länder som ej hamnade inom topp tio blev eliminerade från fortsatt tävlan.

Länderna i tabellen nedan står i startordning. De länder som har beige bakgrundsfärg var länderna som gick vidare till finalen.
| Nr | Land          | Artist                    | Sång                         | Språk              | Placering | Poäng |
| -- | ------------- | ------------------------- | ---------------------------- | ------------------ | --------- | ----- |
| 1  | Moldavien     | Eduard Romanjuta          | I Want Your Love             | Engelska           | 11        | 41    |
| 2  | Armenien      | Genealogy                 | Face the Shadow              | Engelska           | 7         | 77    |
| 3  | Belgien       | Loïc Nottet               | Rhythm Inside                | Engelska           | 2         | 149   |
| 4  | Nederländerna | Trijntje Oosterhuis       | Walk Along                   | Engelska           | 14        | 33    |
| 5  | Finland       | Pertti Kurikan Nimipäivät | Aina mun pitää               | Finska             | 16        | 13    |
| 6  | Grekland      | Maria-Eleni Kyriakou      | One Last Breath              | Engelska           | 6         | 81    |
| 7  | Estland       | Elina Born & Stig Rästa   | Goodbye to Yesterday         | Engelska           | 3         | 105   |
| 8  | Makedonien    | Daniel Kajmakoski         | Autumn Leaves                | Engelska           | 15        | 28    |
| 9  | Serbien       | Bojana Stamenov           | Beauty Never Lies            | Engelska           | 9         | 63    |
| 10 | Ungern        | Boggie                    | Wars for Nothing             | Engelska           | 8         | 67    |
| 11 | Vitryssland   | Uzari & Maimuna           | Time                         | Engelska           | 12        | 39    |
| 12 | Ryssland      | Polina Gagarina           | A Million Voices             | Engelska           | 1         | 182   |
| 13 | Danmark       | Anti Social Media         | The Way You Are              | Engelska           | 13        | 33    |
| 14 | Albanien      | Elhaida Dani              | I'm Alive                    | Engelska           | 10        | 62    |
| 15 | Rumänien      | Voltaj                    | De la capăt (All Over Again) | Rumänska, engelska | 5         | 89    |
| 16 | Georgien      | Nina Sublatti             | Warrior                      | Engelska           | 4         | 98    |

Det tio länder som kvalificerade sig till finalen avslöjades i följande ordning:
- Albanien
- Armenien
- Ryssland
- Rumänien
- Ungern
- Grekland
- Estland
- Georgien
- Serbien
- Belgien

#### Semifinal 2
- Den andra semifinalen sändes den 21 maj från Wiener Stadthalle i Wien. 17 länder tävlade i denna semifinal.
- Australien, Italien, Storbritannien och Tyskland var tvungna att sända och rösta i denna semifinal.[137][9][140]
- De tio länder som fick högst totalpoäng gick vidare till finalen. Poängen var en kombination av 50% tittarröster och 50% juryröster i varje tävlande land (samt från de tre extraröstande länderna). De länder som ej blev inom topp tio blev eliminerade från fortsatt tävlan.

Länderna i tabellen nedan står i startordning. Länder med beige bakgrundsfärg var länder som gick vidare till finalen.
| Nr | Land         | Artist                             | Sång                              | Språk          | Placering | Poäng |
| -- | ------------ | ---------------------------------- | --------------------------------- | -------------- | --------- | ----- |
| 1  | Litauen      | Monika Linkytė & Vaidas Baumila    | This Time                         | Engelska       | 7         | 67    |
| 2  | Irland       | Molly Sterling                     | Playing with Numbers              | Engelska       | 12        | 35    |
| 3  | San Marino   | Anita Simoncini & Michele Perniola | Chain Of Light                    | Engelska       | 16        | 11    |
| 4  | Montenegro   | Knez                               | Adio                              | Montenegrinska | 9         | 57    |
| 5  | Malta        | Amber                              | Warrior                           | Engelska       | 11        | 43    |
| 6  | Norge        | Mørland & Debrah Scarlett          | A Monster Like Me                 | Engelska       | 4         | 123   |
| 7  | Portugal     | Leonor Andrade                     | Há um mar que nos separa          | Portugisiska   | 14        | 19    |
| 8  | Tjeckien     | Marta Jandová & Václav Noid Bárta  | Hope Never Dies                   | Engelska       | 13        | 33    |
| 9  | Israel       | Nadav Guedj                        | Golden boy                        | Engelska       | 3         | 151   |
| 10 | Lettland     | Aminata                            | Love Injected                     | Engelska       | 2         | 155   |
| 11 | Azerbajdzjan | Elnur Hüseynov                     | Hour of the Wolf                  | Engelska       | 10        | 53    |
| 12 | Island       | María Ólafs                        | Unbroken                          | Engelska       | 15        | 14    |
| 13 | Sverige      | Måns Zelmerlöw                     | Heroes                            | Engelska       | 1         | 217   |
| 14 | Schweiz      | Mélanie René                       | Time to Shine                     | Engelska       | 17        | 4     |
| 15 | Cypern       | John Karayiannis                   | One Thing That I Should Have Done | Engelska       | 6         | 87    |
| 16 | Slovenien    | Maraaya                            | Here for You                      | Engelska       | 5         | 92    |
| 17 | Polen        | Monika Kuszyńska                   | In the Name of Love               | Engelska       | 8         | 57    |

Det tio länder som kvalificerade sig till finalen avslöjades i följande ordning:
- Litauen
- Polen
- Slovenien
- Sverige
- Norge
- Montenegro
- Cypern
- Azerbajdzjan
- Lettland
- Israel

## Finalen
Finalen ägde rum den 23 maj 2015 i Wiener Stadthalle i Wien. De 27 finalisterna var:
- The Big Five, vilka är Frankrike, Italien, Spanien, Storbritannien och Tyskland
- Värdlandet Österrike.
- Australien (inbjuden av EBU).[9]
- De tio länder som i den första semifinalen fick högst totalpoäng i 50:50-läget.
- De tio länder som i den andra semifinalen fick högst totalpoäng i 50:50-läget.

Precis som semifinalerna avgjordes finalen med hjälp av det så kallade 50:50-systemet. Detta innebar att varje land kombinerade sitt resultat med 50% tittarröster samt 50% juryröster. Tittarna respektive juryerna rankade bidragen från 1-26 (finalister)/1-27 (icke-kvalificerade länder). Ranking 1 gavs till röstningsgruppens vinnare, ranking 2 till röstningsgruppens tvåa osv. till ranking 26 (för finalister)/rankning 27 (för icke-kvalificerade länder) som det sistaplacerade landet fick. Att det blev olika slutrankingar för finalister jämfört med icke-kvalificerade länder (från semifinalerna) var för att ett tävlande finalland inte fick rösta på sig själv. Juryns och tittarnas rankingar i det aktuella röstningslandet slogs sedan samman och de tio länder som fick lägst totalranking fick sedan det landets poäng: 12 poäng till totalettan, 10 poäng till totaltvåan, 8 poäng till totaltrean och därefter i nedåtgående led 7, 6, 5, 4, 3, 2 och 1 poäng. Övriga länder gav landet noll poäng till.
Likt semifinalerna kom även startordningen för finalen att bestämmas av årets tävlingsproducenter. Värdlandet Österrike hade av rättviseskäl fått sitt startnummer lottat, medan övriga finalister ("Big Five"-länderna, Australien samt de 20 kvalificerade semifinalisterna) blev lottade i finalens två starthalvor. Efter detta var det upp till producenterna för årets tävling att avgöra startordningen, som presenterades den 22 maj kl. 01.41.

### Finalister
| Fördelning mellan jury- och teleröstningsresultat Final | Fördelning mellan jury- och teleröstningsresultat Final | Fördelning mellan jury- och teleröstningsresultat Final | Fördelning mellan jury- och teleröstningsresultat Final | Fördelning mellan jury- och teleröstningsresultat Final |
| Placering                                               | Teleröstning                                            | Poäng                                                   | Jury                                                    | Poäng                                                   |
| ------------------------------------------------------- | ------------------------------------------------------- | ------------------------------------------------------- | ------------------------------------------------------- | ------------------------------------------------------- |
| 1                                                       | Italien                                                 | 366                                                     | Sverige                                                 | 353                                                     |
| 2                                                       | Ryssland                                                | 286                                                     | Lettland                                                | 249                                                     |
| 3                                                       | Sverige                                                 | 279                                                     | Ryssland                                                | 234                                                     |
| 4                                                       | Belgien                                                 | 195                                                     | Australien                                              | 224                                                     |
| 5                                                       | Estland                                                 | 144                                                     | Belgien                                                 | 186                                                     |
| 6                                                       | Australien                                              | 132                                                     | Italien                                                 | 171                                                     |
| 7                                                       | Israel                                                  | 104                                                     | Norge                                                   | 163                                                     |
| 8                                                       | Lettland                                                | 100                                                     | Israel                                                  | 77                                                      |
| 9                                                       | Albanien                                                | 93                                                      | Cypern                                                  | 63                                                      |
| 10                                                      | Serbien                                                 | 86                                                      | Georgien                                                | 62                                                      |
| 11                                                      | Armenien                                                | 77                                                      | Estland                                                 | 53                                                      |
| 12                                                      | Rumänien                                                | 69                                                      | Montenegro                                              | 44                                                      |
| 13                                                      | Georgien                                                | 51                                                      | Österrike                                               | 40                                                      |
| 14                                                      | Azerbajdzjan                                            | 48                                                      | Azerbajdzjan                                            | 40                                                      |
| 15                                                      | Polen                                                   | 47                                                      | Slovenien                                               | 36                                                      |
| 16                                                      | Litauen                                                 | 44                                                      | Litauen                                                 | 31                                                      |
| 17                                                      | Norge                                                   | 43                                                      | Ungern                                                  | 29                                                      |
| 18                                                      | Montenegro                                              | 34                                                      | Grekland                                                | 29                                                      |
| 19                                                      | Slovenien                                               | 27                                                      | Frankrike                                               | 24                                                      |
| 20                                                      | Spanien                                                 | 26                                                      | Tyskland                                                | 24                                                      |
| 21                                                      | Grekland                                                | 24                                                      | Rumänien                                                | 21                                                      |
| 22                                                      | Ungern                                                  | 21                                                      | Armenien                                                | 15                                                      |
| 23                                                      | Cypern                                                  | 8                                                       | Storbritannien                                          | 12                                                      |
| 24                                                      | Storbritannien                                          | 7                                                       | Serbien                                                 | 12                                                      |
| 25                                                      | Tyskland                                                | 5                                                       | Spanien                                                 | 6                                                       |
| 26                                                      | Frankrike                                               | 4                                                       | Albanien                                                | 4                                                       |
| 27                                                      | Österrike                                               | 0                                                       | Polen                                                   | 2                                                       |

Nedan står länderna enligt startordningen.

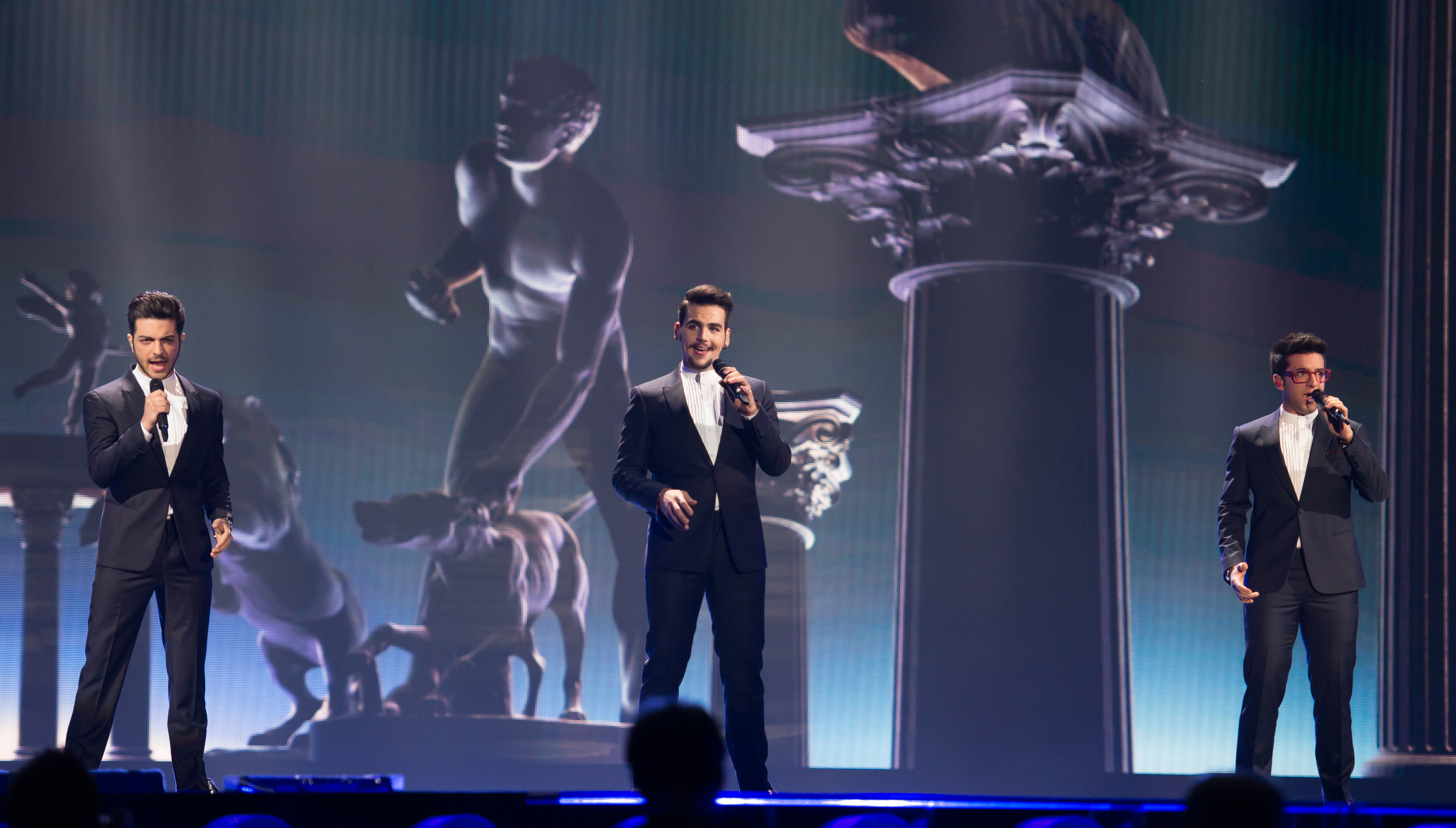
Italienska gruppen Il Volo vann telefonröstningen med 366 poäng.

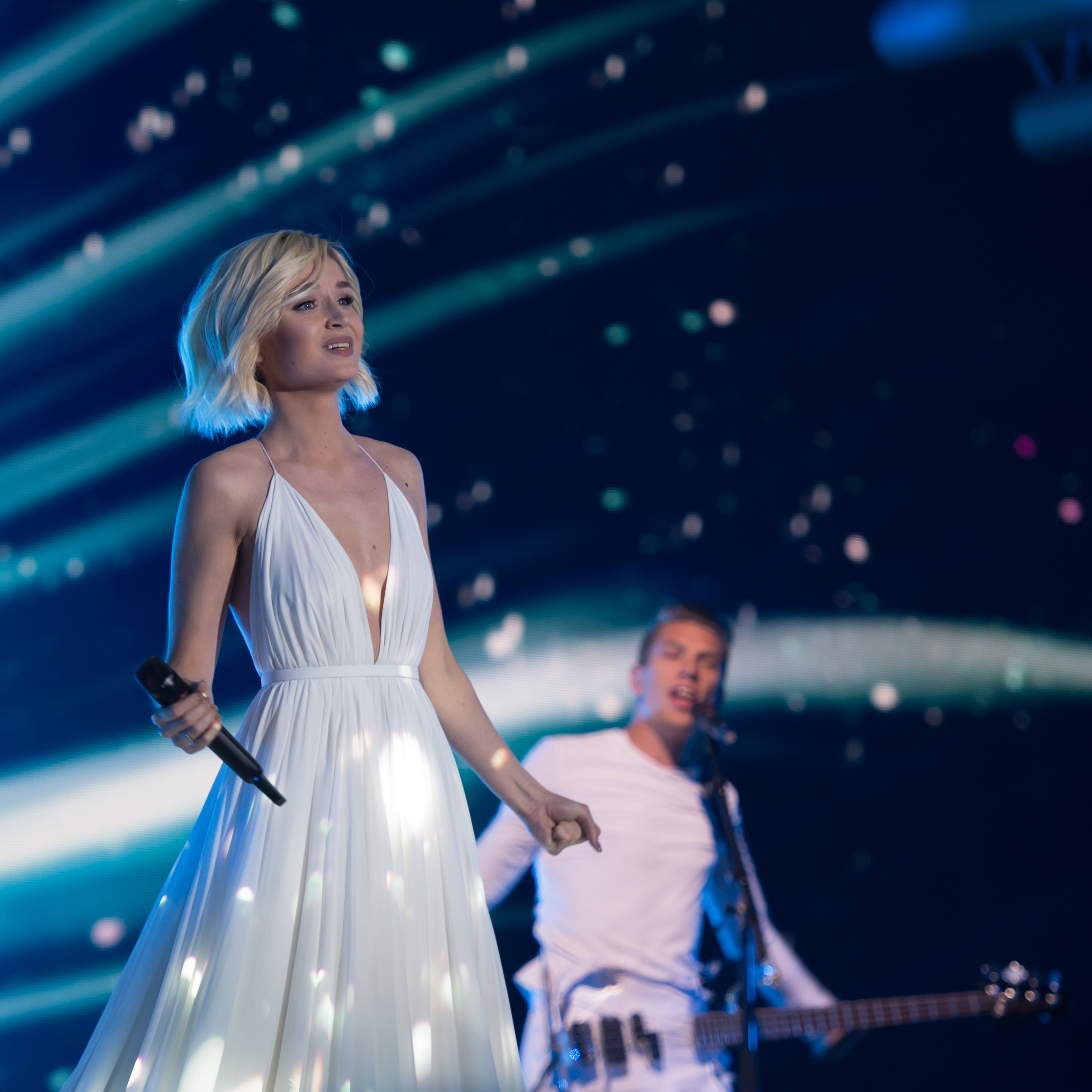
Ryska Polina Gagarina slutade på en andraplats.

| Nr | Land           | Artist                          | Sång                         | Språk              | Kval          | Placering | Poäng |
| -- | -------------- | ------------------------------- | ---------------------------- | ------------------ | ------------- | --------- | ----- |
| 1  | Slovenien      | Maraaya                         | Here for You                 | Engelska           | SF 2          | 14        | 39    |
| 2  | Frankrike      | Lisa Angell                     | N'oubliez pas                | Franska            | Big Five      | 25        | 4     |
| 3  | Israel         | Nadav Guedj                     | Golden boy                   | Engelska           | SF 2          | 9         | 97    |
| 4  | Estland        | Elina Born & Stig Rästa         | Goodbye to Yesterday         | Engelska           | SF 1          | 7         | 106   |
| 5  | Storbritannien | Electro Velvet                  | Still in Love with You       | Engelska           | Big Five      | 24        | 5     |
| 6  | Armenien       | Genealogy                       | Face the Shadow              | Engelska           | SF 1          | 16        | 34    |
| 7  | Litauen        | Monika Linkytė & Vaidas Baumila | This Time                    | Engelska           | SF 2          | 18        | 30    |
| 8  | Serbien        | Bojana Stamenov                 | Beauty Never Lies            | Engelska           | SF 1          | 10        | 53    |
| 9  | Norge          | Mørland & Debrah Scarlett       | A Monster Like Me            | Engelska           | SF 2          | 8         | 102   |
| 10 | Sverige        | Måns Zelmerlöw                  | Heroes                       | Engelska           | SF 2          | 1         | 365   |
| 11 | Cypern         | John Karayiannis                | One Thing I Should Have Done | Engelska           | SF 2          | 22        | 11    |
| 12 | Australien     | Guy Sebastian                   | Tonight Again                | Engelska           | Inbjuden gäst | 5         | 196   |
| 13 | Belgien        | Loïc Nottet                     | Rhythm Inside                | Engelska           | SF 1          | 4         | 217   |
| 14 | Österrike      | The Makemakes                   | I Am Yours                   | Engelska           | Värdland      | 26        | 0     |
| 15 | Grekland       | Maria-Eleni Kyriakou            | One Last Breath              | Engelska           | SF 1          | 19        | 23    |
| 16 | Montenegro     | Knez                            | Adio                         | Montenegrinska     | SF 2          | 13        | 44    |
| 17 | Tyskland       | Ann Sophie                      | Black Smoke                  | Engelska           | Big Five      | 27        | 0     |
| 18 | Polen          | Monika Kuszyńska                | In the Name of Love          | Engelska           | SF 2          | 23        | 10    |
| 19 | Lettland       | Aminata                         | Love Injected                | Engelska           | SF 2          | 6         | 186   |
| 20 | Rumänien       | Voltaj                          | De la capăt (All Over Again) | Rumänska, engelska | SF 1          | 15        | 35    |
| 21 | Spanien        | Edurne                          | Amanecer                     | Spanska            | Big Five      | 21        | 15    |
| 22 | Ungern         | Boggie                          | Wars for Nothing             | Engelska           | SF 1          | 20        | 19    |
| 23 | Georgien       | Nina Sublatti                   | Warrior                      | Engelska           | SF 1          | 11        | 51    |
| 24 | Azerbajdzjan   | Elnur Hüseynov                  | Hour of the Wolf             | Engelska           | SF 2          | 12        | 49    |
| 25 | Ryssland       | Polina Gagarina                 | A Million Voices             | Engelska           | SF 1          | 2         | 303   |
| 26 | Albanien       | Elhaida Dani                    | I'm Alive                    | Engelska           | SF 1          | 17        | 34    |
| 27 | Italien        | Il Volo                         | Grande amore                 | Italienska         | Big Five      | 3         | 292   |

#### 12-poängare
| Antal | Tävlande land | Länder som gav 12 poäng                                                                                            |
| ----- | ------------- | --- |
| 12    | Sverige       | Australien, Belgien, Danmark, Finland, Island, Italien, Lettland, Norge, Polen, Schweiz, Slovenien, Storbritannien |
| 9     | Italien       | Albanien, Cypern, Grekland, Israel, Malta, Portugal, Rumänien, Ryssland, Spanien                                   |
| 5     | Ryssland      | Armenien, Azerbajdzjan, Estland, Tyskland, Vitryssland                                                             |
| 3     | Belgien       | Frankrike, Nederländerna, Ungern                                                                                   |
| 3     | Lettland      | Irland, Litauen, San Marino                                                                                        |
| 2     | Australien    | Sverige, Österrike                                                                                                 |
| 1     | Albanien      | Makedonien |
| 1     | Armenien      | Georgien |
| 1     | Azerbajdzjan  | Tjeckien |
| 1     | Montenegro    | Serbien |
| 1     | Rumänien      | Moldavien |
| 1     | Serbien       | Montenegro |

### Röstningsordning
Under finalkvällen avlade de 40 tävlingsländerna poäng enligt en särskild algoritm som beräknade en spännande röstningsordning utifrån hur jurygrupperna röstade. Algoritmen gjorde att själva röstningsproceduren i den mån det gick skulle bli så utdragen som möjligt för att inte avslöja vinnaren för tidigt. Det blev femte året i rad som detta system användes, tidigare år har ordningen lottats eller så har EBU använt sig av startordningen som röstningsordning. På grund av tekniska problem under röstningsavlämningen fick Portugal, Estland och Georgien avlämna sina röster som nummer 38, 39 och 40 i ordningen (istället för nr 5, 13 och 30).
| Nr | Land         | Poängutdelare        |
| -- | ------------ | -------------------- |
| 1  | Montenegro   | Andrea Demirović     |
| 2  | Malta        | Julia Zahra          |
| 3  | Finland      | Krista Siegfrids     |
| 4  | Grekland     | Helena Paparizou     |
| 5  | Rumänien     | Sonia Argint Ionescu |
| 6  | Vitryssland  | Teo                  |
| 7  | Albanien     | Andri Xhahu          |
| 8  | Moldavien    | Olivia Fortuna       |
| 9  | Azerbajdzjan | Tural Asadou         |
| 10 | Lettland     | Markus Riva          |
| 11 | Serbien      | Maia Nikolić         |
| 12 | Danmark      | Basim                |
| 13 | Schweiz      | Laetitia Guarino     |
| 14 | Belgien      | Walid                |
| 15 | Frankrike    | Virginie Guillaume   |
| 16 | Armenien     | Lilit Muradyan       |
| 17 | Irland       | Nicky Byrne          |
| 18 | Sverige      | Mariette Hansson     |
| 19 | Tyskland     | Barbara Schöneberger |
| 20 | Australien   | Lee Lin Chin         |

| Nr  | Land           | Poängutdelare           |
| --- | -------------- | ----------------------- |
| 21  | Tjeckien       | Daniela Písařovicová    |
| 22  | Spanien        | Lara Siscar             |
| 23  | Österrike      | Kati Bellowitsch        |
| 24  | Makedonien     | Marko Mark              |
| 25  | Slovenien      | Tinkara Kovač           |
| 26  | Ungern         | Csilla Tatár            |
| 27  | Storbritannien | Nigella Lawson          |
| 28  | Litauen        | Ugnė Galadauskaitė      |
| 29  | Nederländerna  | Edsilia Rombley         |
| 30  | Polen          | Ola Ciupa               |
| 31  | Israel         | Ofer Nachshom           |
| 32  | Ryssland       | Dmitry Shepelev         |
| 33  | San Marino     | Valentina Monetta       |
| 34  | Italien        | Federico Russo          |
| 35  | Island         | Sigridur Halldorsdottir |
| 36  | Cypern         | Loukas Hamatsos         |
| 37  | Norge          | Margrethe Røed          |
| 38* | Portugal       | Suzy                    |
| 39* | Estland        | Tania                   |
| 40* | Georgien       | Natia Bunturi           |

## Poängtabeller

### Final
Förklaringar
| Röster (→) Bidrag (↓) | Σ   | ME | MT | FI | GR | RO | BY | AL | MD | AZ | LV | RS | DK | CH | BE | FR | AM | IE | SE | DE | AU | CZ | ES | AT | MK | SI | HU | UK | LT | NL | PL | IL | RU | SM | IT | IS | CY | NO | PT | EE | GE |
| --------------------- | --- | -- | -- | -- | -- | -- | -- | -- | -- | -- | -- | -- | -- | -- | -- | -- | -- | -- | -- | -- | -- | -- | -- | -- | -- | -- | -- | -- | -- | -- | -- | -- | -- | -- | -- | -- | -- | -- | -- | -- | -- |
| Slovenien             | 39  | 4  | –  | 1  | –  | –  | –  | –  | –  | 3  | 3  | 5  | –  | –  | –  | –  | –  | –  | 1  | –  | –  | –  | –  | –  | 8  |    | –  | –  | 4  | –  | 1  | 6  | –  | –  | –  | 2  | –  | 1  | –  | –  | –  |
| Frankrike             | 4   | –  | –  | –  | –  | –  | –  | –  | –  | –  | –  | –  | –  | –  | –  |    | 3  | –  | –  | –  | –  | –  | –  | –  | –  | –  | –  | –  | –  | –  | –  | –  | –  | 1  | –  | –  | –  | –  | –  | –  | –  |
| Israel                | 97  | 3  | 5  | 3  | –  | 1  | 2  | 5  | –  | 7  | 1  | 6  | –  | 3  | –  | –  | –  | –  | 4  | 5  | 2  | –  | 1  | 2  | –  | –  | –  | 5  | –  | 5  | 4  |    | –  | 2  | 8  | 5  | 6  | 4  | 7  | –  | 1  |
| Estland               | 106 | 1  | 3  | 10 | –  | –  | 7  | 4  | –  | 4  | 6  | 2  | 6  | –  | 2  | –  | –  | –  | 3  | 2  | 3  | –  | 3  | 6  | 2  | –  | 7  | –  | 8  | 4  | 2  | 3  | 7  | –  | 2  | 1  | 2  | 3  | 1  |    | 2  |
| Storbritannien        | 5   | –  | 1  | –  | –  | –  | –  | –  | –  | –  | –  | –  | –  | –  | –  | –  | –  | 1  | –  | –  | –  | –  | –  | –  | –  | –  | –  |    | –  | –  | –  | –  | –  | 3  | –  | –  | –  | –  | –  | –  | –  |
| Armenien              | 34  | –  | –  | –  | 1  | –  | 4  | –  | –  | –  | –  | –  | –  | –  | 3  | 3  |    | –  | –  | –  | –  | 2  | –  | –  | 3  | –  | –  | –  | –  | –  | –  | –  | 6  | –  | –  | –  | –  | –  | –  | –  | 12 |
| Litauen               | 30  | –  | –  | –  | –  | –  | –  | –  | –  | –  | 7  | –  | 1  | –  | –  | –  | –  | 7  | –  | –  | –  | –  | –  | –  | –  | –  | –  | 4  |    | –  | –  | –  | –  | –  | –  | –  | –  | 6  | –  | 2  | 3  |
| Serbien               | 53  | 12 | –  | –  | –  | –  | –  | 2  | –  | –  | –  |    | –  | 5  | –  | –  | –  | –  | –  | –  | 5  | 3  | –  | 3  | 10 | 6  | –  | 1  | –  | 1  | –  | 2  | –  | –  | 3  | –  | –  | –  | –  | –  | –  |
| Norge                 | 102 | –  | 2  | 4  | –  | 6  | –  | –  | –  | –  | 2  | –  | 3  | 10 | –  | –  | –  | 4  | 7  | 4  | 4  | –  | 2  | 4  | –  | 4  | 4  | –  | 5  | 3  | 3  | –  | –  | 6  | 5  | 10 | –  |    | 6  | 4  | –  |
| Sverige               | 365 | 5  | 10 | 12 | 4  | 8  | 10 | 7  | 8  | 6  | 12 | 8  | 12 | 12 | 12 | 8  | 7  | 10 |    | 10 | 12 | 10 | 8  | 7  | 5  | 12 | 10 | 12 | 10 | 10 | 12 | 10 | 8  | 7  | 12 | 12 | 10 | 12 | 8  | 10 | 7  |
| Cypern                | 11  | –  | –  | –  | 10 | –  | –  | –  | –  | –  | –  | –  | –  | –  | –  | –  | –  | –  | –  | –  | –  | –  | –  | –  | –  | 1  | –  | –  | –  | –  | –  | –  | –  | –  | –  | –  |    | –  | –  | –  | –  |
| Australien            | 196 | –  | 6  | 5  | 5  | 2  | 6  | 3  | 4  | –  | 5  | 3  | 8  | 8  | 4  | 2  | 1  | 5  | 12 | 7  |    | –  | 7  | 12 | –  | 2  | 8  | 10 | 3  | 8  | 8  | 7  | 4  | 8  | 6  | 8  | 4  | 10 | –  | 5  | –  |
| Belgien               | 217 | –  | –  | 7  | 7  | 7  | 8  | 1  | 6  | –  | 4  | 4  | 7  | 2  |    | 12 | 4  | 2  | 10 | 8  | 6  | 6  | 6  | 5  | 1  | 3  | 12 | 3  | 7  | 12 | 5  | 4  | 10 | 5  | 7  | 4  | 7  | 7  | 5  | 7  | 6  |
| Österrike             | 0   | –  | –  | –  | –  | –  | –  | –  | –  | –  | –  | –  | –  | –  | –  | –  | –  | –  | –  | –  | –  | –  | –  |    | –  | –  | –  | –  | –  | –  | –  | –  | –  | –  | –  | –  | –  | –  | –  | –  | –  |
| Grekland              | 23  | –  | –  | –  |    | –  | –  | 10 | –  | –  | –  | –  | –  | –  | –  | –  | 5  | –  | –  | –  | –  | –  | –  | –  | –  | –  | –  | –  | –  | –  | –  | –  | –  | –  | –  | –  | 8  | –  | –  | –  | –  |
| Montenegro            | 44  |    | –  | –  | –  | –  | –  | 6  | –  | 2  | –  | 12 | –  | –  | –  | –  | 8  | –  | 2  | –  | –  | –  | –  | –  | 4  | 10 | –  | –  | –  | –  | –  | –  | –  | –  | –  | –  | –  | –  | –  | –  | –  |
| Tyskland              | 0   | –  | –  | –  | –  | –  | –  | –  | –  | –  | –  | –  | –  | –  | –  | –  | –  | –  | –  |    | –  | –  | –  | –  | –  | –  | –  | –  | –  | –  | –  | –  | –  | –  | –  | –  | –  | –  | –  | –  | –  |
| Polen                 | 10  | –  | –  | –  | –  | –  | –  | –  | –  | –  | –  | –  | –  | –  | –  | 4  | –  | 3  | –  | –  | –  | –  | –  | –  | –  | –  | –  | 2  | –  | –  |    | –  | –  | –  | 1  | –  | –  | –  | –  | –  | –  |
| Lettland              | 186 | –  | 4  | 6  | 3  | 5  | 5  | –  | 2  | 5  |    | 1  | 4  | 4  | 7  | 7  | 2  | 12 | 5  | 6  | 7  | 5  | 4  | 1  | –  | 7  | 5  | 7  | 12 | 2  | 10 | –  | 2  | 12 | 4  | 7  | 3  | 8  | 2  | 6  | 4  |
| Rumänien              | 35  | –  | –  | –  | –  |    | –  | –  | 12 | –  | –  | –  | 2  | –  | 5  | –  | –  | –  | –  | –  | –  | –  | 5  | –  | –  | –  | 1  | –  | –  | –  | –  | 5  | –  | –  | –  | –  | 1  | –  | 4  | –  | –  |
| Spanien               | 15  | 2  | –  | –  | –  | –  | –  | –  | 1  | 1  | –  | –  | –  | 1  | –  | 5  | –  | –  | –  | –  | –  | –  |    | –  | –  | –  | –  | –  | –  | –  | –  | 1  | 1  | –  | –  | –  | –  | –  | 3  | –  | –  |
| Ungern                | 19  | –  | –  | –  | –  | 4  | –  | –  | –  | –  | –  | –  | –  | –  | –  | 1  | –  | –  | –  | 1  | –  | 1  | –  | –  | –  | –  |    | –  | –  | –  | –  | –  | –  | 4  | –  | –  | –  | –  | –  | 8  | –  |
| Georgien              | 51  | –  | –  | –  | 2  | –  | 3  | –  | 5  | 10 | –  | –  | –  | –  | 1  | –  | 10 | –  | –  | –  | 1  | 4  | –  | –  | –  | –  | 3  | –  | 6  | –  | –  | –  | 5  | –  | –  | –  | –  | –  | –  | 1  |    |
| Azerbajdzjan          | 49  | 8  | 8  | –  | –  | 3  | –  | –  | 3  |    | –  | –  | –  | –  | –  | –  | –  | –  | –  | –  | –  | 12 | –  | –  | –  | –  | –  | –  | 2  | –  | –  | –  | 3  | –  | –  | –  | –  | –  | –  | –  | 10 |
| Ryssland              | 303 | 7  | 7  | 8  | 8  | 10 | 12 | 8  | 10 | 12 | 10 | 10 | 10 | 7  | 10 | 10 | 12 | 8  | 6  | 12 | 10 | 8  | 10 | 8  | 6  | 5  | 6  | 6  | –  | 6  | 6  | 8  |    | –  | 10 | 3  | 5  | 2  | 10 | 12 | 5  |
| Albanien              | 34  | 10 | –  | –  | 6  | –  | –  |    | –  | –  | –  | –  | –  | –  | 6  | –  | –  | –  | –  | –  | –  | –  | –  | –  | 12 | –  | –  | –  | –  | –  | –  | –  | –  | –  | –  | –  | –  | –  | –  | –  | –  |
| Italien               | 292 | 6  | 12 | 2  | 12 | 12 | 1  | 12 | 7  | 8  | 8  | 7  | 5  | 6  | 8  | 6  | 6  | 6  | 8  | 3  | 8  | 7  | 12 | 10 | 7  | 8  | 2  | 8  | 1  | 7  | 7  | 12 | 12 | 10 |    | 6  | 12 | 5  | 12 | 3  | 8  |

## Resultattabeller

### Icke-kvalificerade länder
Efter att finalen avslutades släpptes poäng och placeringar för semifinalisterna. Nedan redovisas uppgifterna för de semifinalister som inte tog sig till finalen efter totalpoäng.
| Placering | Land          | Poäng | Sista program |
| --------- | ------------- | ----- | ------------- |
| 28        | Malta         | 43    | Semifinal 2   |
| 29        | Moldavien     | 41    | Semifinal 1   |
| 30        | Vitryssland   | 39    | Semifinal 1   |
| 31        | Irland        | 35    | Semifinal 2   |
| 32        | Tjeckien      | 33    | Semifinal 2   |
| 33        | Danmark       | 33    | Semifinal 1   |
| 34        | Nederländerna | 33    | Semifinal 1   |
| 35        | Makedonien    | 28    | Semifinal 1   |
| 36        | Portugal      | 19    | Semifinal 2   |
| 37        | Island        | 14    | Semifinal 2   |
| 38        | Finland       | 13    | Semifinal 1   |
| 39        | San Marino    | 11    | Semifinal 2   |
| 40        | Schweiz       | 4     | Semifinal 2   |

## Kalender
Nedan redovisas viktiga händelser som skedde kring Eurovisionen, men också uttagningsdatum för de tävlande länderna. För uttagningsdatumen är det endast finaler som redovisas.

### 2014

#### Maj
- 10 maj: Finalen av 2014 års upplaga av ESC avgjordes där Österrike tog hem segern.
- 17 maj: Andorras nationella TV-bolag meddelade att landet inte kommer att återkomma till tävlingen år 2015.
- 26 maj: Slovakiens nationella TV-bolag meddelade att landet inte kommer att återkomma till tävlingen år 2015.
- 27 maj: ORF utsåg Edgar Böhm till exekutiv producent och meddelade också arbetsgruppen för programmens utformning.
- 29 maj: ORF presenterade sina krav på värdstaden.

#### Juni
- 13 juni: Fram till detta datum kunde österrikiska städer anmäla intresse om att bli värdstad.
- 13 juni: ORF sammanställde de inkomna stadsförslagen och valde ut tolv arenakandidater.
- 20 juni: Monacos nationella TV-bolag meddelade att landet inte kommer återkomma till tävlingen år 2015.
- 21 juni: ORF meddelade tre städer och arenor som fortfarande är aktuella att bli värdstad för ESC 2015.

#### Juli
- 14 juli: Cyperns nationella TV-bolag meddelade landets återvändande till Eurovisionen år 2015.
- 23 juli: EBU meddelade att tävlingsdatumen för 2015 års tävling flyttats fram en vecka efter ett önskemål från värdbolaget ORF.
- 28 juli: Liechtensteins nationella TV-bolag meddelade att landet inte kommer att gå med i EBU till 2015 och därigenom kan de inte deltaga i Eurovisionen år 2015.
- 29 juli: Tjeckiens nationella TV-bolag meddelade att landet inte skulle återkomma till tävlingen år 2015, dock utan att ha någon anledning till att inte återvända.
- 30 juli: Luxemburgs nationella TV-bolag meddelande att landet inte kommer att återvända till tävlingen år 2015.
- 31 juli: EBU släppte en ny version av Eurovision Song Contests ursprungslogotype, vilken har använts sedan år 2004.

#### Augusti
- 6 augusti: ORF & EBU presenterade Wien som värdstad för ESC 2015.
- 26 augusti: Slovakiens nationella TV-bolag återbekräftade landets icke-deltagande i ESC 2015.
- 26 augusti: Turkiets nationella TV-bolag meddelade att landet med största trolighet inte kommer att återkomma till tävlingen år 2015.

#### September
- 1 september: Före detta datum får inga tävlande ESC-bidrag för 2015 ha varit publicerade för allmän lyssning.
- 5 september: Turkiets nationella TV-bolag bekräftade att landet inte kommer att återkomma till tävlingen år 2015.
- 11 september: ORF presenterade tävlingens slogan.
- 15 september: Senast detta datum skulle tävlande länder ha anmält sig till ESC 2015.
- 19 september: Ukrainas nationella TV-bolag meddelade landets avhopp till ESC 2015.
- 26 september: Kroatiens nationella TV-bolag bekräftade att landet inte kommer att återkomma till tävlingen år 2015.
- 26 september: Serbiens nationella TV-bolag meddelande landets återvändande till Eurovisionen år 2015.
- 29 september: EBU meddelade de tävlande ländernas deltagaravgifter.
- 30 september: ORF presenterade sitt arbetsteam för Eurovision.

#### Oktober
- 6 oktober: Wien presenterade sin budget för ESC 2015.
- 10 oktober: Sista dagen för tävlande länder att avanmäla sig från ESC 2015 utan att få ekonomiskt straff från EBU.
- 31 oktober: Montenegro presenterade sin artist.

#### November
- 3 november: Belgien presenterade sin artist.
- 10 november: Nederländerna presenterade sin artist.
- 12 november: Makedonien valde sitt bidrag (med artist).
- 14 november: EBU:s förlängda deadline om deltagande i ESC 2015 passerade.
- 17 november: Bosnien och Hercegovinas nationella TV-bolag bekräftade att landet inte kommer att återkomma till tävlingen år 2015.
- 19 november: Tjeckiens nationella TV-bolag bekräftade att man hade ångrat sig och att landet därmed återvänder till Eurovisionen efter fem års frånvaro.
- 22 november: Malta valde sitt bidrag (med artist).
- 25 november: ORF presenterade temat kring "Building Bridges" (logotyp och grafisk utformning).
- 27 november: San Marino presenterade sin artist.

#### December
- 4 december: Greklands nationella TV-bolag NERIT fick sitt EBU-medlemskap beviljat.
- 11 december: Nederländerna presenterade sitt bidrag till sin artist.
- 15 december: Biljettförsäljningen till semifinalernas och finalens genrep och direktsändningar startade.
- 18 december: Bulgariens nationella TV-bolag bekräftade att landet inte kommer att återkomma till tävlingen år 2015.
- 19 december: Programledarna till semifinalerna och finalen presenterades (samt även Green room-reporter).
- 23 december: EBU meddelade deltagarlistan för 2015.
- 23 december: EBU presenterade sin nya vinjett.
- 26 december: Vitryssland valde sitt bidrag (med artist).
- 28 (29) december: Albanien valde sitt bidrag (med artist).
- december: ORF presenterade sin slutgiltiga budget för EBU.

### 2015

#### Januari
- 1 januari: Sista dagen för tävlande länder att begära dispens från den obligatoriska telefonröstningen.
- 10 januari: Sista dagen för internationella sponsorer att anmäla intresse för sponsring av ESC 2015.
- 14 januari: Georgien valde sitt bidrag (med artist).
- 14 januari: Spanien presenterade sitt bidrag (med artist).
- 20 januari: ORF släppte bilder på hur ESC-scenen kommer att se ut.
- 23 januari: Frankrike presenterade sitt bidrag (med artist).
- 26 januari: Nyckelceremonin ägde rum där Wien blev officiellt värdstad för ESC 2015.
- 26 januari: Lottningen för semifinalerna ägde rum.
- 29 januari: En andra omgång biljetter till semifinalerna och finalen började säljas.
- 31 januari: Schweiz valde sitt bidrag (med artist).
- 31 januari: Vid detta datum skulle varje tävlande land senast ha publicerat regelverket för sin nationella uttagning. Publiceringen gällde även för webbplattform.

#### Februari
- 1 februari: Cypern valde sitt bidrag (med artist).
- 1 februari: Tjeckien presenterade sitt bidrag (med artist).
- 1 februari: Senast detta datum skulle varje tävlande land ha publicerat sin ESC-webbplats.
- 7 februari: Danmark valde sitt bidrag (med artist).
- 10 februari: EBU meddelade att Australien gör debut i Eurovision Song Contest 2015.
- 11 februari: Armenien presenterade sitt bidrag (med artist).
- 14 februari: Island valde sitt bidrag (med artist).
- 14 (15) februari: Italien valde sin artist.
- 14 februari: Litauen valde sitt bidrag.
- 15 februari: Serbien valde sitt bidrag (med artist).
- 17 februari: Israel valde sin artist.
- 19 februari: Italien presenterade sitt bidrag.
- 21 februari: Estland valde sitt bidrag (med artist).
- 21 februari: Litauen valde sin artist till sitt bidrag.
- 22 februari: Lettland valde sitt bidrag (med artist).
- 24 februari: Albanien bytte sitt bidrag.
- 26 februari: Israel presenterade sitt bidrag.
- 27 februari: Irland valde sitt bidrag (med artist).
- 27 februari: En tredje omgång biljetter till semifinalerna och finalen började säljas.
- 28 februari: Finland valde sitt bidrag (med artist).
- 28 februari: Moldavien valde sitt bidrag (med artist).
- 28 februari: Slovenien valde sitt bidrag (med artist).
- 28 februari: Ungern valde sitt bidrag (med artist).

#### Mars
- 1 mars: Spanien släppte sitt bidrag.
- 4 (5) mars: Australien presenterade sin artist.
- 4 mars: Grekland valde sitt bidrag (med artist).
- 5 mars: Tyskland valde sitt bidrag (med artist).
- 7 mars: Portugal valde sitt bidrag (med artist).
- 7 mars: Storbritannien presenterade sitt bidrag (med artist).
- 8 mars: Rumänien valde sitt bidrag (med artist).
- 9 mars: Polen presenterade sitt bidrag (med artist).
- 10 mars: Belgien presenterade sitt bidrag (till sin artist).
- 10 mars: Tjeckien släppte sitt bidrag.
- 11 mars: Montenegro presenterade sitt bidrag (till sin artist).
- 11 mars: Ryssland presenterade sitt bidrag (med artist).
- 12 mars: Armenien släppte sitt bidrag.
- 12 mars: Israel släppte sitt bidrag.
- 13 mars: Österrike valde sitt bidrag (med artist).
- 14 mars: Norge valde sitt bidrag (med artist).
- 14 mars: Sverige valde sitt bidrag (med artist).
- 15 mars: Albanien släppte sitt bidrag.
- 15 mars: Azerbajdzjan presenterade sitt bidrag (med artist).
- 15 mars: San Marino presenterade sitt bidrag (till sin artist).
- 16 mars: Australien presenterade sitt bidrag till sin artist.
- 16 mars: San Marino släppte sitt bidrag.
- 16 mars: Senast detta datum skulle alla tävlande länder ha valt artist och bidrag.
- 16 mars: Värdlandets startnummer i finalen lottades.
- 16-17 mars: Head of Delegation-mötet arrangerades i Wien.
- 17 mars: Montenegro släppte sitt bidrag.
- 23 mars: Startordningen för semifinalerna presenterades.
- 31 mars: Eurovisionens 60-årsjubileumsgala ägde rum i London.

#### April
- 7 april: ORF tog över ansvaret för tävlingsarenan och scenbygget startade.
- 14 april: Fler biljetter släpptes till evenemanget.
- 15 april: Senast detta datum skulle varje tävlande ESC-land ha meddelat EBU sin juryuppställning.
- 18 april: Eurovision in Concert ägde rum i Amsterdam.
- april: Varje tävlande land skulle ha betalat sin deltagaravgift till EBU.

#### Maj
- 1 maj: EBU presenterade de 200 personer som utgör jurygrupperna för de tävlande länderna.
- 10 maj: Presscentret öppnade.
- 11 maj: Scenrepetitionerna startade.
- 17 maj: Invigningsfesten ägde rum.
- 18 maj: Genrepet för semifinal 1 skedde (där jurygrupperna avlade sina röster).
- 19 maj: Semifinal 1 direktsändes.
- 20 maj: Genrepet för semifinal 2 skedde (där jurygrupperna avlade sina röster).
- 21 maj: Semifinal 2 direktsändes.
- 22 maj: Finalens startordning presenterades.
- 22 maj: Genrepet för finalen skedde (där jurygrupperna avlade sina röster).
- 23 maj: Finalen direktsändes och 2015 års vinnare korades.

## Anteckningar
1. ↑  på uppdrag av ARD.
2. ↑  Inkluderat juryresultat från San Marino.
3. ↑  Inkluderat teleröstning från Makedonien och Montenegro.